# 정중섭
정중섭(鄭重燮, 1898년 3월 6일 함남 이원 ~ 1978년 2월 27일)은 대한민국의 교육인 출신 정치인이다. 제3·4대 국회의원을 지냈다.

## 약력
- 일본 도요 대학 동양윤리철학과 졸업
- 간도 동흥중학교 교사
- 북청공립공업학교 교장
- 목포공업학교 교장
- 광주서공립중학교 교장
- 전남대학교 상대 학장
- 민주당 중앙위원

## 역대 선거 결과
|  | 25.64% |

|  | 43.17% |

|  | 39.02% |

## 참고 자료
- 정중섭 - 대한민국헌정회